# 에이머리
에이머리 미 마리 로저스(Amerie Mi Marie Rogers, 1980년 1월 12일 ~ )는 미국의 싱어송라이터, 음악 프로듀서, 배우이다. 그래미 상 후보에 2번이나 올랐다. 그녀는 2002년 데뷔 앨범 All I Have를 리치 해리슨과 함께 작업했으며, 데뷔 싱글 "Why Don't We Fall In Love"와 "Talkin' to Me"로 미국 음악계에 데뷔한다.
한국에서는 한국계 미국인으로 많이 알려져 있으며 한국계 미국인 엄마와 아프리카계 미국인 아빠 사이에서 태어났다.